# Rangiroa (comuna asociada)
Rangiroa es una comuna asociada de la comuna francesa de Rangiroa que está situada en la subdivisión de Islas Tuamotu-Gambier, de la colectividad de ultramar de Polinesia Francesa.

## Composición
La comuna asociada de Rangiroa comprende la totalidad del atolón de Rangiroa.

## Demografía
| Gráfica de evolución demográfica de Rangiroa entre 1977 y 2012 |
|                                                                |

Fuente: Insee